# Центральная мечеть (Ижевск)
Центральная мечеть находится в Первомайском районе Ижевска на улице Карла Маркса.

## История
В августе 2001 года мусульманская община Удмуртии согласовала с властями выделения места в центре Ижевска под строительство новой мечети. В 2002 году был проведён конкурс на выполнение проектных работ. Строительство мечети на улице Карла Маркса началось 11 августа 2003 года. С июля 2004 года до октября 2005 года строительные работы останавливали из-за конфликтов внутри общины. В октябре—ноябре 2005 года был залит фундамент здания. В феврале 2008 года февраля было получено положительное заключение Госэкспертизы на проектную документацию.
13 мая 2010 года была смонтирована башня малого минарета с полумесяцем, 25 марта 2011 года — малые купола мечети. 1 марта 2012 года были установлены башни двух больших минаретов с полумесяцами.
Церемония открытия новой мечети состоялась 10 августа 2016 года с участием главы Удмуртии А. В. Соловьёва. Первый намаз провёл верховный муфтий России Т. С. Таджуддин.
Стоимость строительства мечети составила 110 млн рублей, из которых 42 млн собрали прихожане. Более половины средств выделили предприятия. Президент Татарстана Р. Н. Минниханов пожертвовал на строительство ижевской мечети 2,5 млн руб., М. Ш. Шаймиев — 1 млн руб. Часть прихожан участвовала в строительных работах на безвозмездной основе.
Одна из остановок ижевского трамвая, находящаяся в непосредственной близости от мечети, названа «Центральная мечеть».

## Описание
Вместимость Центральной мечети составляет 1500 человек (1000 человек в мужском молельном зале и 500 в женском). Мечеть имеет два больших минарета высотой 45 метров и один маленький. На крыше здания выполнен удмуртский солярный знак, как символ республики.
Первым имам-хатыбом мечети стал Каюмов Нагим Баянович, курировавший её строительство.

## Галерея
- Строящаяся мечеть (2012 год)
- Вид с улицы К. Маркса
- Улица К. Маркса и мечеть